# Dale Coyne
Dale Coyne (ur. 8 lipca 1954 roku w Minooka) – amerykański kierowca wyścigowy. Założyciel zespoły IndyCar Dale Coyne Racing.

## Kariera
Coyne rozpoczął karierę w międzynarodowych wyścigach samochodowych w 1978 roku od startów w Amerykańskiej Formule Super Vee Robert Bosch/Valvoline Championship. Z dorobkiem jednego punktu został sklasyfikowany na 24 pozycji w końcowej klasyfikacji kierowców. W późniejszym okresie Amerykanin pojawiał się także w stawce CART Indy Car World Series oraz Indianapolis 500.
W CART Indy Car World Series Coyne startował w latach 1984-1989, 1991 za kierownicą własnego zespołu Dale Coyne Racing. W pierwszym sezonie startów zakwalifikował się jedynie do Honda Indy 200, który ukończył na czternastej pozycji. Pierwsze punkty Amerykanin zdobył w 1986 roku, kiedy uzbierane dwa punkty dały mu 34. miejsce w klasyfikacji generalnej. Dwa lata później był również 34.